# Helina interaesta
Helina interaesta este o specie de muște din genul Helina, familia Muscidae, descrisă de Kai Yun Guan în anul 2004. Conform Catalogue of Life specia Helina interaesta nu are subspecii cunoscute.